# Outta Here (singel)
"Outta Here" to piosenka popowa stworzona przez Jamala Jonesa, Jasona Perry, Ester Dean i Justina Timberlake'a na debiutancki album studyjny holenderskiej wokalistki pop Esmée Denters, Outta Here (2009). Wyprodukowany przez Jonesa oraz Timberlake'a, utwór wydany został jako główny singel promujący krążek dnia 14 kwietnia 2009 w Holandii.

## Informacje o singlu
Utwór porusza problem zerwania związku po odkryciu przez jednego z partnera prawdziwej osobowości miłości. "Outta Here" to szybka piosenka electropop-dance z brzmieniem R&B. Kompozycja utrzymana jest w szybkim tempie z ruchami 120 uderzeń na minutę. Utwór rozpoczynają brzmienia elektroniczno-syntezatorowe z wokalem, następnie zmieniając rytm na wolny electro-dance z wyraźnym udziałem gitary, zsyntezatorowanego keyboardu i perksuji. HotMusicBeat stwierdził, że "'Outta Here' wysyła wiadomość na temat siły kobiet dzięki bitom R&B, popowymi słowami i rockowym nastawieniu". WeArePopSlags nazwał singel "ekstremalnie wpadającym w ucho".
"Outta Here" miał premierę w rodzimym kraju wokalistki dnia 14 kwietnia 2009 w formacie digital download oraz dnia 5 maja 2009 w postaci CD singla. Kompozycja zyskała sukces na tamtejszym notowaniu zajmując pozycję w Top 3 zestawienia. Utwór pojawił się w australijskich rozgłośniach radiowych w lipcu 2009. Singel w Wielkiej Brytanii miał premierę dnia 15 sierpnia 2009 w formacie digital download natomiast w postaci CD singla dwa dni później, 17 sierpnia 2009.

## Wydanie singla
W Holandii singel zadebiutował na notowaniu najczęściej sprzedawanych utworów na pozycji #21 dnia 16 maja 2009. Trzy tygodnie później kompozycja znalazła się na szczytowym miejscu #3, którą zajmowała przez miesiąc. W belgijskim zestawieniu piosenka debiutowała na pozycji #46 dnia 30 maja 2009, jednak najwyższe miejsce singel zanotował dziewięć tygodni od debiutu na pozycji #26. W Nowej Zelandii "Outta Here" znalazł się na oficjalnej liście dnia 15 czerwca 2009 w pierwszym tygodniu osiągając miejsce #23. Dwa tygodnie później kompozycja opuściła zestawienie, ponownie zjawiając się w zestawieniu dnia 20 lipca 2009. 10 sierpnia 2009 "Outta Here" zyskał szczytową pozycję #14.

## Teledysk
Teledysk do singla reżyserowany był przez Diane Martel i premierę miał dnia 13 maja 2009 na antenie holenderskiej stacji muzycznej TMF.
Klip przedstawia zerwanie związku Denters ze swoim chłopakiem po odkryciu jego prawdziej osobowości. Teledysk ukazuje emocje jakie towarzyszą wokalistce od negatywnych na początku klipu do zadowolenia w końcowym ujęciu. W klipie artystka przedstawiona jest w kilku pomieszczeniach – w salonie, gdzie usuwa zdjęcia chłopaka ze swojego laptopa, w sypialni zrywając wielkoformatową fotografię ze ściany oraz w klubie, gdzie wraz z innymi tańczy.

## Listy utworów i formaty singla
Międzynarodowy CD singel

(Wydany dnia 8 maja 2009)
1. "Outta Here" (Album Version) — 3:21
2. "Outta Here" (Moto Blanco Radio Remix) — 3:38

Promocyjny CD singel / Międzynarodowy singel digital download

(Wydany dnia 14 kwietnia 2009)
1. "Outta Here" (Album Version) — 3:21

## Pozycje na listach
| Lista przebojów (2009)             | Najwyższa pozycja |
| ---------------------------------- | ----------------- |
| Belgia Singles Chart               | 26                |
| Holandia Top 40 Chart              | 3                 |
| Irlandia Singles Chart             | 18                |
| Nowa Zelandia RIANZ Singles Chart  | 12                |
| UK Singles Chart                   | 7                 |
| USA Billboard Hot Dance Club Songs | 9                 |

## Daty wydania
| Państwo         | Data             | Wytwórnia       | Format           | Katalog       |
| --------------- | ---------------- | --------------- | ---------------- | ------------- |
| Holandia        | 14 kwietnia 2009 | Universal Music | Digital download | 2707592       |
| Holandia        | 5 maja 2009      | Universal Music | CD singel        | 0602527075921 |
| Belgia          | 24 kwietnia 2009 | Universal Music | Digital download | 2707592       |
| Nowa Zelandia   | 24 kwietnia 2009 | Universal Music | Digital download | 2707592       |
| Wielka Brytania | 15 sierpnia 2009 | Universal Music | Digital download |               |
| Wielka Brytania | 17 sierpnia 2009 | Universal Music | CD singel        |               |